# КУНГ
КУНГ — аббревиатура, кузов универсальный нулевого (нормального) габарита.
Стандартизованный по габаритам тип закрытого кузова-фургона военных грузовых автомобилей и прицепов, состоявших на вооружении Советской армии ВС Союза ССР и армий стран Варшавского договора. Предназначались для размещения в них различных мастерских, аппаратных, лабораторий, полевых кухонь и т. п.
Серия кузовов «КУНГ» разработана в Центральном проектном конструкторском бюро Министерства бумажной и деревообрабатывающей промышленности СССР по заказу Министерства обороны СССР в период с 1953 по 1968 год. Серийное производство кузова «КУНГ» первоначально было развёрнуто в 1954 году на Шумерлинском деревообрабатывающем комбинате.
По конструкции КУНГ представлял собой будку из деревянного каркаса с полукруглой крышей, обшитый снаружи железными листами и фанерными листами — изнутри. Для входа внутрь имелась одно- или двустворчатая дверь в задней стенке. В зависимости от заказа КУНГи комплектовались дополнительным оборудованием. Для отопления кузова служила дровяная печь («буржуйка»), входящая в состав штатного оборудования.

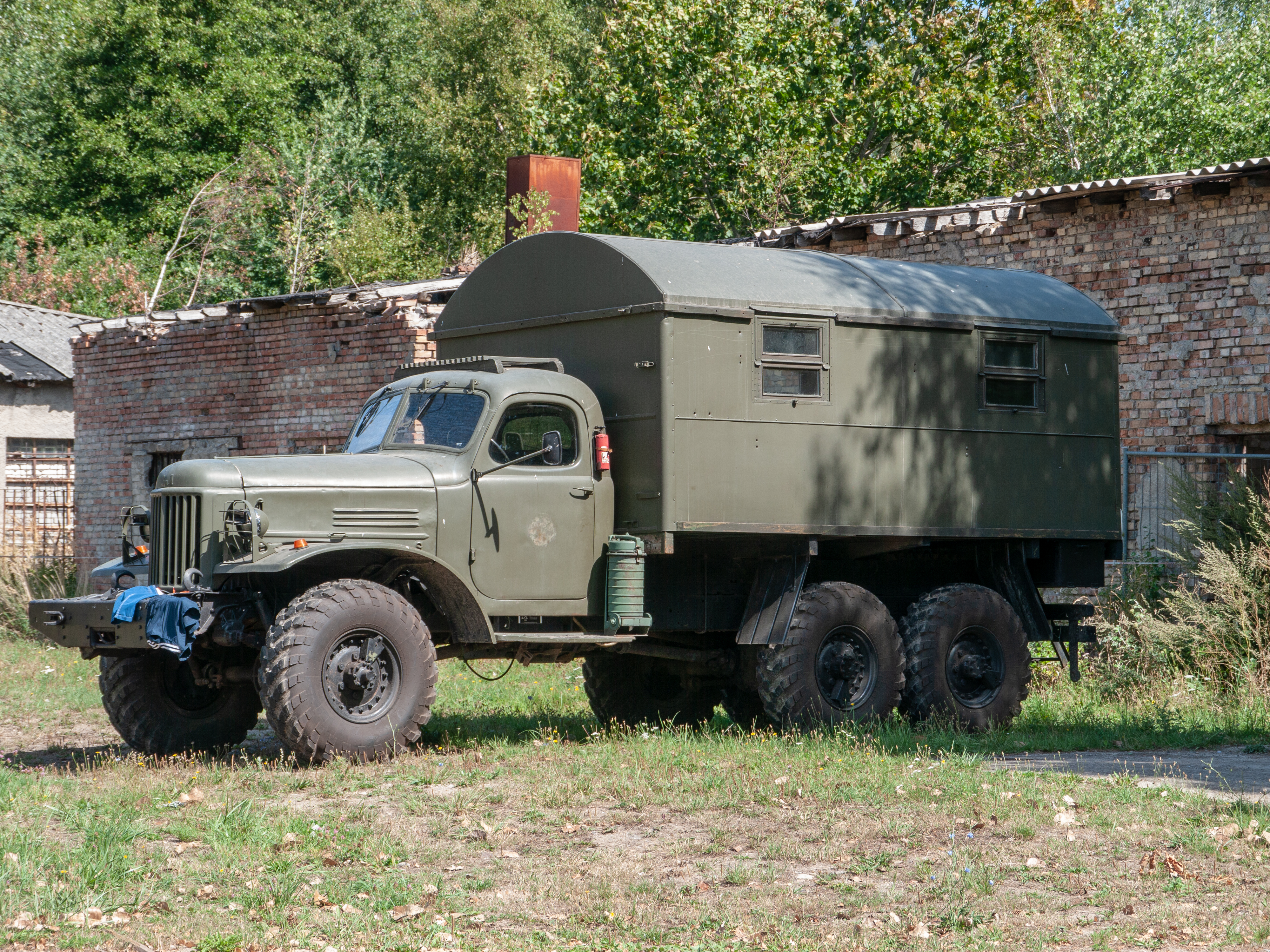
Автомобиль ЗИЛ-157 с кузовом-фургоном КУНГ-1М

Несмотря на целый ряд серьёзных принципиальных недостатков, кузова типа КУНГ продолжали выпускать долгое время ввиду дешевизны их производства.
Но по-настоящему массовыми стали унифицированные, герметизированные, взаимозаменяемые, построенные на типовых базовых элементах кузова-фургоны типа «К», поступившие в производство в 1964 году и получившие развитие в виде кузовов «КМ» и «КП», а также унифицированного фургона «КН» для гражданских целей.
В разговорной речи аббревиатурой КУНГ нередко называют любые кузова-фургоны военного назначения (что в корне неверно), иногда это слово употребляется как нарицательный термин для обозначения закрытых кузовов вообще.

## История
Толчком к изготовлению закрытых кузовов-фургонов явилась вторая мировая война, в ходе которой уже использовались специализированные подвижные средства войсковых подразделений на автомобильном шасси. Жизнь показала плохую приспособленность таких кузовов к реальной эксплуатации в ходе боевых действий, что потребовало по окончании войны вплотную заняться данной проблемой.
Первые изготовленные в СССР в 1946—1948 годах полноценные передвижные мастерские, получившие наименование ВАМ (войсковая автомобильная мастерская), монтировались в трофейных немецких кузовах на ленд-лизовском шасси Studebaker US6.
Разработка первых цельнометаллических кузовов была поручена институту «Дортранспроект» Министерства коммунального хозяйства РСФСР в начале 50-х годов, по проекту которого головные образцы этих кузовов изготовил 38-й опытный завод Главного автомобильного управления.
По результатам проведённых испытаний к концу 1951 года ГлАВТУ рекомендовал к серийному производству кузов «СН» для комплектования мастерских ВАРЭМ, которые в тот момент выпускались различными предприятиями и не имели унифицированного кузова. Остальные типы цельнометаллических кузовов не были приняты на снабжение Советской армии и изготавливались на 38-м ОпЗ в опытном порядке для монтажа различного специализированного оборудования. Кузов «СН» выпускался серийно, был впоследствии модернизирован и получил обозначение «МРГТ» по типу передвижной мастерской, оборудование которой в нём размещалось.
Кузов-фургон типа «КУНГ»
Появление кузовов типа КУНГ связано с различием ширины колеи и, соответственно, погрузочных габаритов железных дорог СССР и европейских стран. После окончания Великой Отечественной войны в странах Восточной Европы было размещено много воинских частей Советской армии. Чтобы обеспечить транспортабельность таких автомобилей на железнодорожных платформах, размеры кузовов-фургонов пришлось привязывать к европейским габаритам. Русская ж/д колея (1520 мм) в мире считается широкой, а европейская (1435 мм) — нормальной, поэтому выражение «нормальных габаритов» вошло в аббревиатуру.
Другое толкование — «нулевого габарита» происходит от названия советского габарита погрузки, соответствующего европейскому — 02-Т (02-ВМ). По первой цифре он именовался «нулевым» (стандартные габариты, начинающиеся на цифру «1» или на букву, использовались только в пределах Союза ССР и в Европу не проходили).

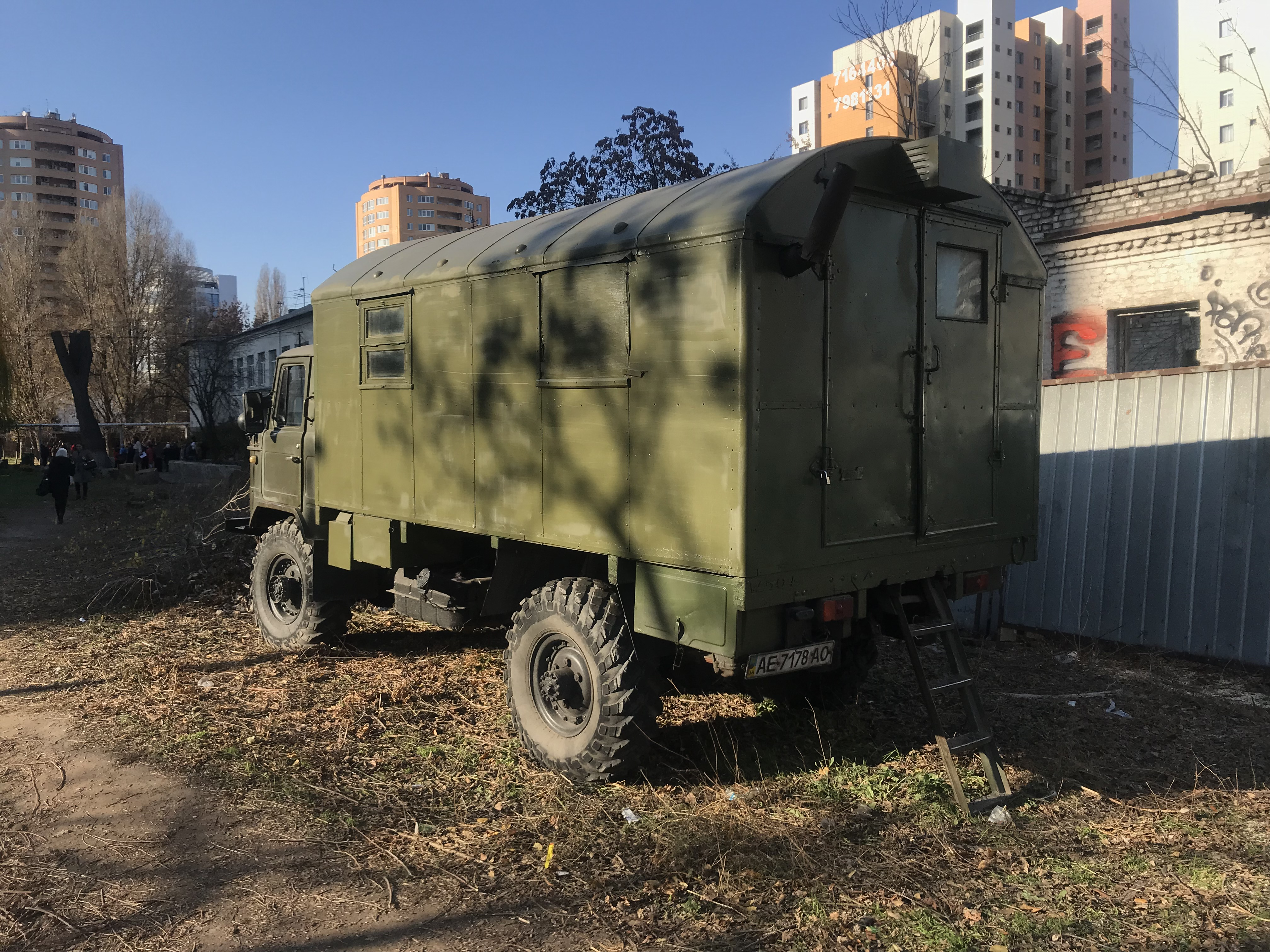
Автомобиль ГАЗ-66 с кузовом-фургоном КУНГ

Кузова-фургоны типа КУНГ были разработаны в период 1953—1958 гг. по заданию Министерства обороны СССР гражданским СКБ «Газстроймашина», являющегося одним из подразделений ЦПКБ Министерства бумажной и деревообрабатывающей промышленности СССР.
Конструктивно все кузова типа КУНГ представляли собой каркасно-деревянную, обшитую стальным листом конструкцию в виде будки с двустворчатым горизонтальным остеклением и входной дверью в торце кузова. Будки КУНГ часто оборудовались плафонами внутреннего электрического освещения от бортовой сети автомобиля и отоплением: первоначально ставились простейшие дровяные печки, затем в контейнере под полом стали монтировать котловые отопители вентиляционного типа на дизельном топливе (ОВ-65 и т. п.). Фильтро-вентиляционные системы на кузовах КУНГ распространения не получили ввиду низкой герметичности конструкции кузова.
Серийное производство фургонов КУНГ началось в 1954 году на Шумерлинском мебельном комбинате в г. Шумерля, Чувашская АССР.
Справочная информация: Шумерлинский деревообделочный комбинат основан в 1931 году, с началом ВОВ передан в Наркомат авиационной промышленности с подчинением 11 ГУ НКАП, получив наименование «Завод № 471». Основная продукция завода — планёры Г-11, самолёты Як-6 и У-2. Сразу после войны завод перепрофилируется на выпуск автомобильных фургонов для РС «Волга» и «Двина» (пр. № 306с/203пс от 24.07.1945г). Гражданская продукция завода - производство мебели.
Кузова монтировались: КУНГ-1 — на шасси автомобилей ЗИС-150 и ЗИЛ-164, КУНГ-1М — на ЗИС-151 и ЗИЛ-157, КУНГ-1ММ — на ЗИЛ-131, КУНГ-2М — на ГАЗ-63 и ГАЗ-66-02, КУНГ-П2М — на прицепах СМЗ-710Б и СМЗ-810, КУНГ-П6М на прицепе МАЗ-5207В, КУНГ-П10 — на МАЗ-5224В. В 70 х годах были разработаны несколько новых типов каркасно-деревянных фургонов, в частности КУНГ-1МД — на шасси ЗИЛ-131, КУНГ-66 на шасси ГАЗ-66, КУНГ-1.П2М — на шасси прицепа СМЗ-8326 (2-ПН-2М), в 80-90 х годах КУНГ-3307, КУНГ-1.П2М4, КУНГ-1.П; М4, КУНГ-2.П6М-01 и мн. др.
Последней спроектированной моделью унифицированного деревянного кузова на автомобильном шасси считается модель КУНГ-3307, разработанная ВПКТИ НПО «Лесмаш».
Кузова КУНГ выпускались вплоть до начала 2000-х годов. Это были прицепы-фургоны для размещения дизель-генераторных станций. На сегодняшний день последним изготовителем прицепных кузовов КУНГ-1.П6М-02 считается Ковылкинский электромеханический завод.
Кузов-фургон типа «К»
Ввиду принципиальных недостатков кузовов типа КУНГ, таких как:
- низкая долговечность конструкции кузова из-за скапливания влаги в нижних полостях и гниения каркаса
- отсутствие развитой сети электропитания и возможности подключения к внешней питающей сети
- недостаточная герметичность кузова в условиях химического и радиоактивного заражения
- отсутствие нормальных средств жизнеобеспечения (отопления, вентиляции, освещения)
- отсутствие унификации производства

для разработки новых фургонов военного назначения,
в июле 1954 года было создано конструкторское бюро 38-го Опытного завода ГлАВТУ Министерства обороны СССР, где
были разработаны новые унифицированные бескаркасные кузова-фургоны серии «К». Первый опытный образец кузова был изготовлен в 1959—1960 годах — это был тип К66 на шасси автомобиля ГАЗ-66.
В дальнейшем кузов К-66 был адаптирован для установки на автомобили: К66У1 на шасси ЗИЛ-131; К66У1Д на шасси ЗИЛ-157; К66У2 на шасси ЗИЛ-130; К66У7 на шасси прицепа 2-ПН-2. Затем в разработку пошёл кузов К375 для автомобиля Урал-375.
Предприятием по осваиванию производства вновь стал Шумерлинский завод, уже имевший опыт производства фургонов типа КУНГ. Первый кузов К375А был выпущен заводом в июле 1962 года. В соответствии с постановлением ЦК КПСС и Совета министров СССР № 125-395 от 24.12.1964 Шумерлинский комбинат был определён головным изготовителем кузовов К66 (всех моделей) и К375. В мае 1968 года комбинат получил новое название — Шумерлинский завод специализированных автомобильных фургонов.
Кузова серии «К»:
- К66 на шасси ГАЗ-66,
- К131 на шасси ЗИЛ-131,
- К500 на шасси МАЗ-500А,
- К862 на шасси полуприцепа Урал-862,
- К4320 (К4320Д) на шасси Урал-4320 (КамАЗ-4310),
- К5320 на шасси КамАЗ-5320,
- КП2 на шасси прицепа 2-ПН-2М,
- КП4 на шасси прицепа 2-ПН-4М,
- КП6 на шасси прицепа 2-ПН-6,
- КП6М на шасси прицепа 2-ПН-6М,
- КП10 на шасси прицепа 2-ПН-10,
- КПП15 на шасси МАЗ-938Б.

В связи со сложностью производства кузовов серии «К» и их высокой стоимостью (себестоимость кузова К66У1ДВ производства ШЗСАФ в 1969 году составляла 3985 руб, что было выше на 1000 руб. стоимости базового шасси — автомобиля ЗИЛ-157КЕ), были разработаны каркасно-металлические фургоны серии «КМ», унифицированные с фургонами «К» по основным ТТД, комплектации и фурнитуре.
К началу 1970-х в армии имелось более 110 типоразмеров кузовов различного назначения, устанавливаемых на шасси как автомобилей, так и прицепов. Эти кузова выпускали почти 60 заводов разной отраслевой направленности.

## ТТХ
Информация взята из справочника «Технические средства тылового обеспечения» изд. Москва 2003 год. Под редакцией Начальника тыла вооружённых сил РФ — заместителя Министра обороны РФ генерала армии В. И. Исакова.

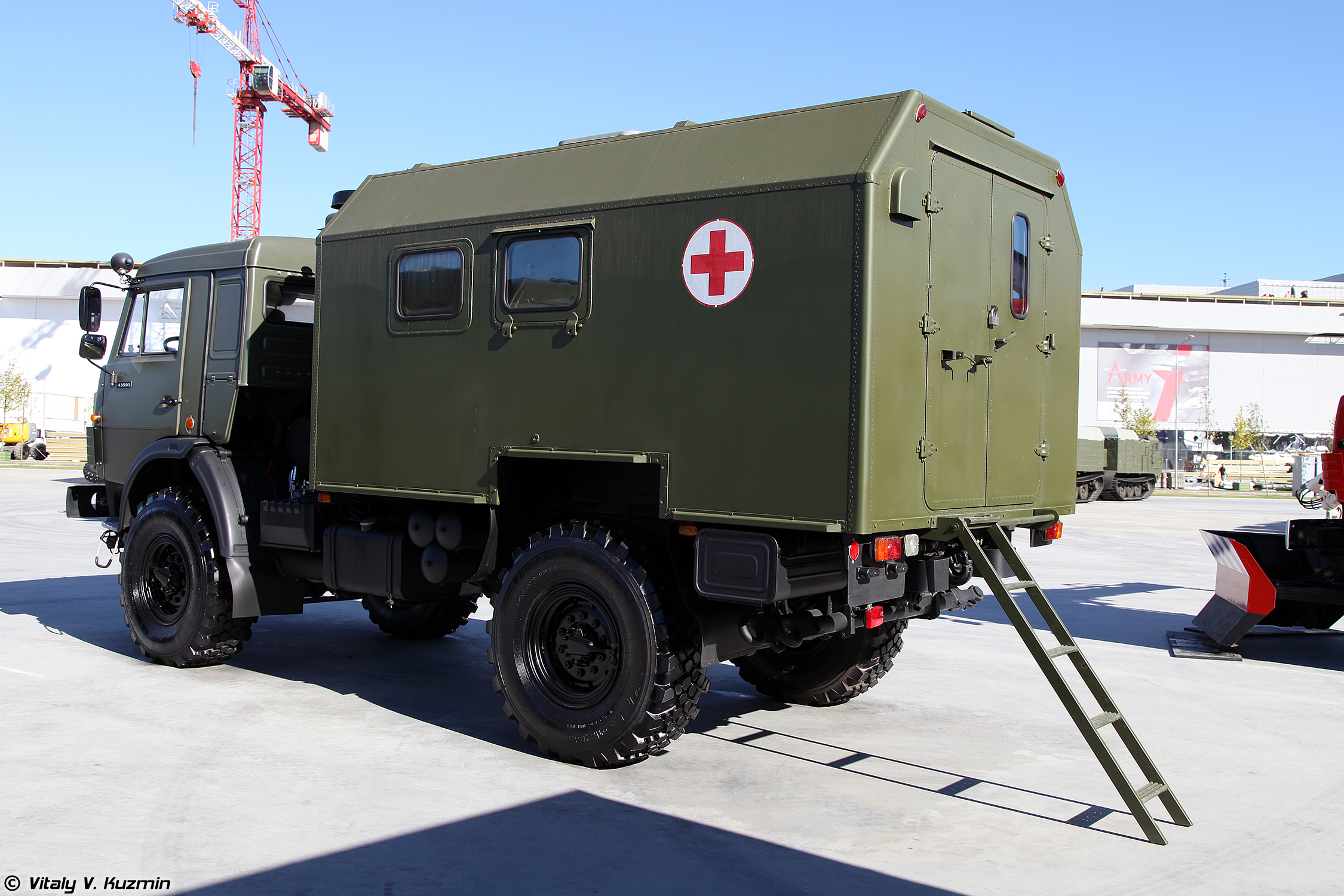
Современная санитарная машина АС4350 с кузовом-фургоном

(приведены некоторые типы кузовов для сравнения)
- кузов-фургон К66Н — унифицированный герметизированный, из панелей армированного пенопласта:
  - базовое шасси ГАЗ-66
  - грузоподъёмность 1480 кг
  - масса кузова в снаряжённом состоянии 1020 кг
  - размеры кузова с автомобилем Д-Ш-В, мм: 5950 Х 2400 х 2975
  - объём кузова м3: 10,2
  - авиатранспортабельность: Ан-12, Ил-76
- кузов-фургон КМ131 — унифицированный герметизированный каркасно-металлический
  - базовое шасси ЗИЛ-131
  - грузоподъёмность 2700 кг
  - масса кузова в снаряжённом состоянии 1650 кг
  - размеры кузова с автомобилем Д-Ш-В, мм: 7470 Х 2450 х 3146
  - объём кузова м3: 13,5
  - авиатранспортабельность: Ан-22, Ил-76
- кузов-фургон КМ4310 — унифицированный герметизированный каркасно-металлический
  - базовое шасси КамАЗ-4310
  - грузоподъёмность 5200 кг
  - масса кузова в снаряжённом состоянии 1800 кг
  - размеры кузова с автомобилем Д-Ш-В, мм: 7925 Х 2540 х 3310
  - объём кузова м3: 22,03
  - авиатранспортабельность: Ан-22, Ил-76
- кузов-фургон К862 — унифицированный герметизированный, из панелей армированного пенопласта
  - базовое шасси: седельный тягач Урал-44201-862
  - грузоподъёмность 6500 кг
  - масса кузова в снаряжённом состоянии 3500 кг
  - размеры кузова с автомобилем Д-Ш-В, мм: 17500 Х 2550 х 3250
  - объём кузова м3: 30,0
  - авиатранспортабельность: Ан-22, Ил-76

Некоторые автомобили специального и тылового обеспечения, смонтированные на базе стандартных кузовов-фургонов:
- Мастерская технического обслуживания автомобильной или автотракторной (гусеничной, бронетанковой) техники МТО-А (АТ, АТГ, АМ и др.) — один из самых распространённых спецавтомобилей в ВС СССР и РФ, который широко поставляется во все рода войск, включая ВМФ, начиная с начала 60-х годов. Прототипом МТО была мастерская типа ВАРЭМ-3, смонтированная на шасси грузовика ЗИС-151А. Мастерская МТО-А монтировалась на базовом шасси ЗИЛ-131, оборудование размещалось в кузове-фургоне К131 или КМ131.
- Мастерская ремонтно-слесарная МРС-АТ на базе ЗИЛ-131 с кузовом-фургоном К131 или КМ131.
- Мастерская ремонтно-механическая МРМ-М на базе ЗИЛ-131 с кузовом-фургоном К131 или КМ131.
- Автомобиль санитарный АС-66 МПП на базе грузовика ГАЗ-66 с кузовом К66; широко распространённая в ВС СССР и позже машина была предназначена для перевозки больных и раненых — 15 сидячих или 9 лежачих пациентов. В повседневной деятельности использовалась в качестве дежурного автомобиля медслужбы.
- Спецавтомобиль АР-2У — передвижная рентгеновская установка в кузове К131 автомобиля ЗИЛ-131, в повседневной деятельности часто применялась в качестве выездного кабинета флюорографии при плановой диспансеризации военнослужащих.
- Диспетчерский пункт ДП-РБ — прицеп 2-ПН-2М с фургоном КУНГ-П2М, применялся в качестве мобильного служебного помещения подвижного поста ВАИ.
- Войсковая фильтровальная станция ВФС-10 на шасси ЗИЛ-131 с кузовом К131, предназначена для снабжения воинских подразделений и населения пригодной к употреблению питьевой водой из источников сомнительного или ненадлежащего качества.
- и мн. др.[3]

## Конструкция фургона К131 (КМ131)[4]
Внутренние размеры кузовов: длина – 4000 мм, ширина – 2250 мм, высота по продольной оси – 1800 мм, по боковой стенке – 1500 мм.
Кузов состоит из металлического сварного каркаса.
Стенки и пол кузова К131 выполнены из армированного пенопласта. Снаружи кузов обшит дюралевыми листами на заклёпках, изнутри — фанерными листами или оргалитом. Стены внутри окрашиваются цветной эмалью (обычно салатовой) либо покрываются лаком и имеют натуральный цвет дерева. Потолок окрашивается в белый цвет.
Пол ровный, без колёсных арок, покрыт настилом из сосновых досок и окрашен в коричневый цвет.
Каркас кузова КМ131 снаружи обшит дюралевыми листами, изнутри покрыт фанерными листами или оргалитом. Пустоты в стенах и потолке заполняются утеплителем в виде пенопластовых вставок. Пол сделан с двумя выступающими вовнутрь колёсными арками. Пол покрыт настилом из пяти трёхслойных деревянных плит и сверху накрыт линолеумом.
Все кузова в стандартной комплектации имели двустворчатую герметизированную дверь в задней части кузова. Для повседневной эксплуатации предназначалась только правая створка двери, для открытия левой створки необходимо было опустить запасное колесо, которое находилось снаружи кузова слева-сзади. Для входа в кузов применялась легкосъёмная лестница-трап, в походном положении она крепилась снизу под кузовом возле входа.
Для естественного освещения и обзора в кузове имелось 12 бортовых окон с двойным остеклением, изготовленные двух типоразмеров: по три больших прямоугольных окна на боковых стенках и по три узких уменшенного вдвое размера на скошенных потолочных панелях. Ещё одно узкое окно имелось в задней левой створке двери. Все окна имели светомаскировочные шторы. Средние боковые окна монтировались в откидных наружу люках с системой фиксации в закрытом, открытом и полуоткрытом положении. Для искусственного освещения устанавливались потолочные плафоны и местное освещение в виде светильников на поворотных основаниях.
Дополнительно, в зависимости от желания заказчика, кузова для Зил-131 могли разделятся перегородкой на агрегатный и рабочий отсек, в этом случае для входа внутрь устанавливалась вторая дверь по правому борту. На ряде кузовов в передней части боковых панелей для монтажа оборудования либо других предусмотренных регламентом операций устанавливались один или два больших прямоугольных люка, для выхода наружу кабелей могли дополнительно монтироваться маленькие откидные гермолючки. Также часть окон или вообще все могли не устанавливаться.
Бортовая сеть кузовов выполнялась в вариантах на 12 вольт или на 12 и 24 вольта, также часто имелась возможность подключения внешнего трёхфазного источника на 380 вольт для питания установленного внутри кузова оборудования или аппаратуры. Для питания потребителей внутри кузова монтировался силовой щит с преобразователями напряжения (силовой трансформатор, трёхфазный мост, щиток предохранителей и др.).
Для отопления кузова в зимнее время и притяжной вентиляции летом на кузове снаружи на передней стенке вверху-справа монтировалась отопительно-вентиляционная установка ОВ-65. Включала собственно отопитель-теплообменник с защитным кожухом и дымовой трубой, топливный бак, пульт управления (внутри кузова), воздуховод с заслонкой, топливную и дренажную трубки, электропроводку. Теплопроизводительность установки составляет 6500 ккал/час. В качестве топлива применяется топливо дизельное по ГОСТ 305-82 — летнее, зимнее или арктическое (более полно расписано в «Руководстве по эксплуатации ОВ65-0010-10 РЭ»).
Для наддува кузова, то есть создания избыточного давления при нахождении в условиях заражённой радиацией или отравляющими веществами атмосферой, на передней наружной стенке кузова слева монтировалась фильтро-вентиляционная установка ФВУА-100. Установка предназначена для фильтрации и обеззараживания наружного воздуха и последующей непрерывной подачи его внутрь кузова-фургона. Для включения установки в работу и контроля давления наддува (подпора) имеется щиток управления с манометром внутри на передней стенке кузова (более подробно смотри «Техническое описание и инструкцию по эксплуатации установки ФВУА-100А ВА 9712.000 ТО»).

## Применение не по назначению
Ещё с советских времён во многих воинских частях, ввиду отсутствия специализированного пассажирского транспорта, некоторая часть автомобилей с кузовами типа «КУНГ», «К», «КМ» собственными силами переоборудовалась для перевозки личного состава, с целью обеспечения повседневной деятельности воинской части: перевозки боевых смен на места несения боевого дежурства, суточных нарядов и караулов, расчётов, экипажей, групп и других воинских подразделений, а также в других необходимых случаях. В отдалённых и обособленных гарнизонах такие машины зачастую выполняли функцию грузопассажирского транспорта «на все случаи жизни». С кузова максимально снималось всё специальное оборудование и фильтро-вентиляционная установка, отопительная установка могла оставаться, также сохраняли осветительную сеть кузова, отверстия от ФВУА зашивались или глушились. В освободившемся пространстве кузова вдоль бортов устанавливались две деревянные или металлические лавки, иногда ставили дополнительную более широкую центральную лавку, в этом случае в кузов типа «КУНГ-1ММ» или «К131» сидя помещалось до 40 человек в летнем обмундировании (по рядам: 11+9+9+11). Такие автомашины в армии использовались достаточно долго (ограниченно — используются до сих пор), пока не стали поступать специализированные кузова для перевозки людей на автомобилях повышенной проходимости либо автобусы в армейском исполнении.